# Anders Wilgotson
Per Anders Wilgotson (Borås, 30 de septiembre de 1950) es un deportista sueco que compitió en remo. Ganó una medalla de bronce en el Campeonato Mundial de Remo de 1983, en la prueba de cuatro sin timonel.

## Palmarés internacional
| Campeonato Mundial | Campeonato Mundial | Campeonato Mundial | Campeonato Mundial |
| Año                | Lugar              | Medalla            | Prueba             |
| ------------------ | ------------------ | ------------------ | ------------------ |
| 1983               | Duisburgo (RFA)    | Medalla de bronce  | Cuatro sin timonel |